# Jan Wałach (1925–2015)
Jan Wałach (ur. 20 lutego 1925 w Cieszynie, zm. 8 sierpnia 2015) – polski działacz państwowy i społeczny, prawnik, doktor nauk prawnych, w latach 1975–1990 wicewojewoda bielski.

## Życiorys
Ukończył liceum spółdzielcze w Cieszynie, następnie studia prawno-ekonomiczne na Uniwersytecie Jagiellońskim. W latach 70. obronił na tej uczelni doktorat z zakresu prawa finansowego. Od lat 50. pracował w Banku Komunalnym w Katowicach oraz tamtejszym oddziale Narodowego Banku Polskiego. Następnie w ramach NBP był naczelnikiem wydziału w Bielsku-Białej, dyrektorem oddziału w Ustroniu oraz wicedyrektorem oddziału wojewódzkiego w Katowicach.
W czerwcu 1975 objął stanowisko pierwszego wicewojewody bielskiego, zajmował je do przejścia na emeryturę w 1990. Ponadto w czasie choroby i po śmierci Stanisława Łuczkiewicza czasowo wykonywał obowiązki wojewody. Na początku lat 90. należał do grona organizatorów oddziału Prosper Banku w Bielsku-Białej. Zajął się także działalnością społeczną, był jednym z inicjatorów powołania Akademii Techniczno-Humanistycznej w Bielsku-Białej oraz Liceum Ogólnokształcącego Towarzystwa Ewangelickiego w Cieszynie. Został również działaczem Polskiego Towarzystwa Turystyczno-Krajoznawczego oraz brał udział w reaktywacji Towarzystwa Ewangelickiego w Cieszynie.
Wyróżniony jako honorowy obywatel Ustronia oraz jako zasłużony dla Akademii Techniczno-Humanistycznej w Bielsku-Białej (2004).